# Neoascia subannexa
Neoascia subannexa är en tvåvingeart som beskrevs av Claussen 1997. Neoascia subannexa ingår i släktet dvärgblomflugor, och familjen blomflugor.
Artens utbredningsområde är Turkiet. Inga underarter finns listade i Catalogue of Life.